# Agua Verde, Michoacán de Ocampo
Agua Verde är en ort i Mexiko.   Den ligger i kommunen Salvador Escalante och delstaten Michoacán de Ocampo, i den södra delen av landet, 270 km väster om huvudstaden Mexico City. Agua Verde ligger 2 092 meter över havet och antalet invånare är 394.
Terrängen runt Agua Verde är kuperad. Runt Agua Verde är det ganska tätbefolkat, med 78 invånare per kvadratkilometer. Närmaste större samhälle är Pátzcuaro, 18,4 km nordost om Agua Verde. I omgivningarna runt Agua Verde växer huvudsakligen savannskog.